# De la serra de l'Esperó al Penyal Alt
De la serra de l'Esperó al Penyal Alt este o arie protejată (arie de protecție specială avifaunistică — SPA) din Spania întinsă pe o suprafață de 1.460,17 ha, integral pe uscat.

## Localizare
Centrul sitului De la serra de l'Esperó al Penyal Alt este situat la coordonatele 39°46′47″N 2°52′13″E / 39.7798°N 2.8704°E.

## Înființare
Situl De la serra de l'Esperó al Penyal Alt a fost declarat arie de protecție specială avifaunistică în mai 2008 pentru a proteja 6 specii de animale.

## Biodiversitate
Situată în ecoregiunea mediteraneană, aria protejată conține 5 habitate naturale: Păduri de Quercus ilex și Quercus rotundifolia, Pante stâncoase calcaroase cu vegetație casmofită, Păduri de pin mediteraneene cu pini mezogeni endemici, Tufărișuri termo-mediteraneene și de pre-deșert, Păduri de Olea și Ceratonia.
La baza desemnării sitului se află mai multe specii protejate de  păsări (6): pasărea ogorului (Burhinus oedicnemus), caprimulg (Caprimulgus europaeus), șoim călător (Falco peregrinus), Galerida theklae, gaia roșie (Milvus milvus), Sylvia sarda.
Pe lângă speciile protejate, pe teritoriul sitului au mai fost identificate 3 specii de plante.